# Paul Koulibaly
Keba Paul Koulibaly (Ouagadougou, 24 marzo 1986) è un ex calciatore burkinabé, di ruolo difensore.